# 다니엘 프랑크 (스노보드 선수)
다니엘 프랑크(노르웨이어: Daniel Franck, 1974년 12월 9일~)는 노르웨이의 전직 스노보드 선수이다. 그는 1998년 동계 올림픽에서 남자 스노보드 하프파이프 부문 은메달을 획득했으며 세계 선수권 대회에서 은메달 1개를 획득했다.